# Liga Narodów UEFA Kobiet (2025)/Grupa A2
W Grupie A2 Ligi Narodów Kobiet 2025 brały udział następujące zespoły:
- Francja
- Islandia
- Norwegia
- Szwajcaria

## Tabela
| Lp. | Drużyna        | M | Mecze | Mecze | Mecze | Bramki | Bramki | Bramki | Pkt |
| Lp. | Drużyna        | M | W     | R     | P     | +      | −      | +/−    | Pkt |
| --- | -------------- | - | ----- | ----- | ----- | ------ | ------ | ------ | --- |
| 1.  | Francja (A)    | 6 | 6     | 0     | 0     | 14     | 2      | +12    | 18  |
| 2.  | Norwegia       | 6 | 2     | 2     | 2     | 4      | 5      | −1     | 8   |
| 3.  | Islandia       | 6 | 0     | 4     | 2     | 6      | 9      | −3     | 4   |
| 4.  | Szwajcaria (E) | 6 | 0     | 2     | 4     | 4      | 12     | −8     | 2   |

## Wyniki
| 21 lutego 2025 19:00 CET | Szwajcaria | 0:0(0:0)Raport | Islandia | Letzigrund Stadion, Zurych Widzów: 7 718 Sędzia: Jana Adámková |
|                          |            |                |          |                                                                |

| 21 lutego 2025 21:10 CET | Francja · Katoto 73' | 1:0(0:0)Raport | Norwegia | Stadium de Toulouse, Tuluza Widzów: 15 024 Sędzia: Cheryl Foster |
|                          |                      |                |          |                                                                  |

| 25 lutego 2025 18:00 CET | Norwegia · Terland 74' · Graham Hansen 87' | 2:1(0:0)Raport | Szwajcaria · 83' Schertenleib | Viking Stadion, Stavanger Widzów: 3 713 Sędzia: Marta Huerta de Aza |
|                          |                                            |                |                               |                                                                     |

| 25 lutego 2025 21:10 CET | Francja · Diani 23' · Katoto 28' · Baltimore 65' | 3:2(2:1)Raport | Islandia · 37' Vilhjálmsdóttir · 68' Sigurðardóttir | Stade Marie-Marvingt, Le Mans Widzów: 8 559 Sędzia: Alina Peşu |
|                          |                                                  |                |                                                     |                                                                |

| 4 kwietnia 2025 18:45 CEST | Islandia | 0:0(0:0)Raport | Norwegia | Þróttarvöllur, Reykjavík Widzów: 906 Sędzia: Silvia Gasperotti |
|                            |          |                |          |                                                                |

| 4 kwietnia 2025 20:00 CEST | Szwajcaria | 0:2(0:2)Raport | Francja · 15' Baltimore · 43' Bacha | Kybunpark, St. Gallen Widzów: 11 011 Sędzia: Catarina Campos |
|                            |            |                |                                     |                                                              |

| 8 kwietnia 2025 CEST | Islandia · Vilhjálmsdóttir 45+4', 50', 62' | 3:3(1:2)Raport | Szwajcaria · 2' Reuteler · 17' Vallotto · 46' (sam.) Gunnlaugsdóttir | Þróttarvöllur, Reykjavík Widzów: 870 Sędzia: Frida Klarlund |
|                      |                                            |                |                                                                      |                                                             |

| 8 kwietnia 2025 19:00 CEST | Norwegia | 0:2(0:0)Raport | Francja · 76' Baltimore · 85' Matéo | Ullevaal Stadion, Oslo Widzów: 7 071 Sędzia: Katalin Kulcsár |
|                            |          |                |                                     |                                                              |

| 30 maja 2025 20:00 CEST | Norwegia · Viggósdóttir 83' (sam.) | 1:1(0:1)Raport | Islandia · 16' Jónsdóttir | Lerkendal Stadion, Trondheim Widzów: 7 158 Sędzia: Olatz Rivera Olmedo |
|                         |                                    |                |                           |                                                                        |

| 30 maja 2025 21:10 CEST | Francja · Matéo 11' · De Almeida 17' · Baltimore 19' · Geyoro 56' | 4:0(3:0)Raport | Szwajcaria | Stade Marcel Picot, Nancy Widzów: 12 359 Sędzia: Iuliana Demetrescu |
|                         |                                                                   |                |            |                                                                     |

| 3 czerwca 2025 20:00 CEST | Islandia | 0:2(0:0)Raport | Francja · 74' Baltimore · 85' Geyoro | Laugardalsvöllur, Reykjavík Sędzia: Emanuela Rusta |
|                           |          |                |                                      |                                                    |

| 3 czerwca 2025 20:00 CEST | Szwajcaria | 0:1(0:1)Raport | Norwegia · 4' Bøe Risa | Stade Tourbillon, Sion Sędzia: Maria Caputi |
|                           |            |                |                        |                                             |

## Strzelcy

### 5 goli
- Sandy Baltimore

### 4 gole
- Karólína Lea Vilhjálmsdóttir

### 2 gole
- Grace Geyoro
- Marie-Antoinette Katoto
- Clara Matéo

### 1 gol
- Selma Bacha
- Élisa De Almeida
- Kadidiatou Diani
- Ingibjörg Sigurðardóttir
- Vilde Bøe Risa
- Caroline Graham Hansen
- Elisabeth Terland
- Géraldine Reuteler
- Sydney Schertenleib
- Smilla Vallotto

### Gole samobójcze
- Áslaug Munda Gunnlaugsdóttir (dla Szwajcarii)